# 2010-es labdarúgó-világbajnokság-selejtező (CAF)
Az Afrikai Labdarúgó-szövetség (CAF) 52 tagállama nevezett a 2010-es labdarúgó-világbajnokság selejtezőire és versengett az afrikai zónának kiosztott öt világbajnoki részvételt jelentő helyért.
 Dél-afrikai Köztársaság a rendező jogán automatikus résztvevője a 2010-es labdarúgó-világbajnokságnak.
A labdarúgó-világbajnokságok 1930 óta íródó történelmében első ízben fordul elő, hogy egy afrikai ország ad otthont a legrangosabb labdarúgó eseménynek.
Az 1934-es labdarúgó-világbajnokság óta először vett részt a rendező ország is a selejtezőkörben, mivel az afrikai zóna világbajnoki-selejtezője egyben a 2010-es afrikai nemzetek kupájának-selejtezője is, amelynek Angola ad majd otthont.
Comore-szigetek nemzeti labdarúgó-válogatottja első alkalommal indult a selejtezőkön, míg a Közép-afrikai Köztársaság nemzeti labdarúgó-válogatottja sorozatban másodszor lépett vissza játék nélkül a világbajnoki-selejtezőktől.

## Első forduló
A nevezett afrikai nemzeti válogatottak kiemelését a 2007. júliusi FIFA-világranglista alapján végezték. Az 1. fordulóban a 10 legrosszabb helyen rangsorolt válogatottat párosították, akiknek oda-visszavágós rendszerben kellett megmérkőzniük egymással.
Az eredeti sorsolás szerinti párosítások:
| #  | 1. csapat                 | 2. csapat            |
| -- | ------------------------- | -------------------- |
| 1. | Seychelle-szigetek        | Dzsibuti             |
| 2. | Sierra Leone              | Bissau-Guinea        |
| 3. | Közép-afrikai Köztársaság | São Tomé és Príncipe |
| 4. | Madagaszkár               | Comore-szigetek      |
| 5. | Szváziföld                | Szomália             |

Mivel São Tomé és Príncipe és Közép-Afrika nemzeti labdarúgó-válogatottjai a selejtezők megkezdése előtt visszaléptek, ezért az 1. forduló két legjobb helyen rangsorolt válogatottja Seychelle-szigetek és Szváziföld erőnyerővé lépett elő, és automatikusan a második körbe került, ellenfeleiket pedig összepárosították egymással.
| 1. csapat    | Össz.  | 2. csapat       | 1. meccs | 2. meccs |
| ------------ | ------ | --------------- | -------- | -------- |
| Dzsibuti     | 1 – 0  | Szomália        | 1–0      | n.j.1    |
| Sierra Leone | 1 – 0  | Bissau-Guinea   | 1–0      | 0–0      |
| Madagaszkár  | 10 – 2 | Comore-szigetek | 6–2      | 4–0      |

1: A szomáliai politikai helyzet miatt nem volt biztonságos egy selejtező mérkőzés megrendezése, ezért a két ország labdarúgó-szövetségei megegyeztek, hogy csak egy mérkőzés döntsön a továbbjutás sorsáról, Dzsibutiban.
Az új párosítások győztes csapatai a 2. fordulóba léptek.

## Második forduló
Az 1. forduló párosításainak győztes csapatai csatlakoztak a 45 kiemelt afrikai válogatotthoz. A 48 nemzeti válogatottat 12, egyenként 4 tagú csoportba sorsolták, ahol a csapatok körmérkőzéses rendszerben mérkőznek meg egymással. A csoportok első helyezett válogatottjai, illetve a 8 legjobb csoportmásodik kerül a 3. fordulóba.
A 2. forduló selejtező-csoportjainak sorsolását 2007. november 25-én tartották a dél-afrikai Durbanben.

### Kiemelés
Az afrikai zóna 2. fordulójának kiemelését a 2007. novemberi FIFA-világranglista alapján végezték. Az egyes csoportokba minden kalapból egy-egy csapat került.
| 1. kalap | 2. kalap | 3. kalap | 4. kalap |
| --- | --- | --- | --- |
| - Kamerun - Nigéria - Elefántcsontpart - Marokkó - Ghána - Tunézia - Egyiptom - Guinea - Szenegál - Mali - Angola - Togo | - Zambia - Dél-afrikai Köztársaság - Zöld-foki Köztársaság - Kongói DK - Algéria - Burkina Faso - Benin - Mozambik - Líbia - Etiópia - Kongó - Zimbabwe | - Uganda - Botswana - Egyenlítői-Guinea - Tanzánia - Gabon - Malawi - Szudán - Burundi - Libéria - Ruanda - Eritrea - Namíbia | - Gambia - Mauritánia - Kenya - Csád - Lesotho - Mauritius - Niger - Szváziföld - Seychelle-szigetek - Sierra Leone - Madagaszkár - Dzsibuti |

1. csoport
| Hely. | Csapat                | M | Gy | D | V | G+ | G– | Gk  | P  | Továbbjutás                       |     | Kamerun | Zöld-foki Köztársaság | Tanzánia | Mauritius |
| ----- | --------------------- | - | -- | - | - | -- | -- | --- | -- | --------------------------------- | --- | ------- | --------------------- | -------- | --------- |
| 1.    | Kamerun               | 6 | 5  | 1 | 0 | 14 | 2  | +12 | 16 | Továbbjutott a harmadik fordulóba |     | —       | 2–0                   | 2–1      | 5–0       |
| 2.    | Zöld-foki Köztársaság | 6 | 3  | 0 | 3 | 7  | 8  | −1  | 9  |                                   |     | 1–2     | —                     | 1–0      | 3–1       |
| 3.    | Tanzánia              | 6 | 2  | 2 | 2 | 9  | 6  | +3  | 8  |                                   | 0–0 | 3–1     | —                     | 1–1      |           |
| 4.    | Mauritius             | 6 | 0  | 1 | 5 | 3  | 17 | −14 | 1  |                                   | 0–3 | 0–1     | 1–4                   | —        |           |

2. csoport
| Hely. | Csapat   | M | Gy | D | V | G+ | G– | Gk | P  | Továbbjutás                       |     | Guinea | Kenya | Zimbabwe | Namíbia |
| ----- | -------- | - | -- | - | - | -- | -- | -- | -- | --------------------------------- | --- | ------ | ----- | -------- | ------- |
| 1.    | Guinea   | 6 | 3  | 2 | 1 | 9  | 5  | +4 | 11 | Továbbjutott a harmadik fordulóba |     | —      | 3–2   | 0–0      | 4–0     |
| 2.    | Kenya    | 6 | 3  | 1 | 2 | 8  | 5  | +3 | 10 | Továbbjutott a harmadik fordulóba |     | 2–0    | —     | 2–0      | 1–0     |
| 3.    | Zimbabwe | 6 | 1  | 3 | 2 | 4  | 6  | −2 | 6  |                                   |     | 0–0    | 0–0   | —        | 2–0     |
| 4.    | Namíbia  | 6 | 2  | 0 | 4 | 7  | 12 | −5 | 6  |                                   | 1–2 | 2–1    | 4–2   | —        |         |

3. csoport
| Hely. | Csapat | M | Gy | D | V | G+ | G– | Gk | P  | Továbbjutás                       |     | Benin | Angola | Uganda | Niger (ország) |
| ----- | ------ | - | -- | - | - | -- | -- | -- | -- | --------------------------------- | --- | ----- | ------ | ------ | -------------- |
| 1.    | Benin  | 6 | 4  | 0 | 2 | 12 | 8  | +4 | 12 | Továbbjutott a harmadik fordulóba |     | —     | 3–2    | 4–1    | 2–0            |
| 2.    | Angola | 6 | 3  | 1 | 2 | 11 | 8  | +3 | 10 |                                   |     | 3–0   | —      | 0–0    | 3–1            |
| 3.    | Uganda | 6 | 3  | 1 | 2 | 8  | 9  | −1 | 10 |                                   | 2–1 | 3–1   | —      | 1–0    |                |
| 4.    | Niger  | 6 | 1  | 0 | 5 | 5  | 11 | −6 | 3  |                                   | 0–2 | 1–2   | 3–1    | —      |                |

4. csoport
| Hely. | Csapat                  | M | Gy | D | V | G+ | G– | Gk  | P  | Továbbjutás                       |     | Nigéria | Dél-afrikai Köztársaság | Sierra Leone | Egyenlítői-Guinea |
| ----- | ----------------------- | - | -- | - | - | -- | -- | --- | -- | --------------------------------- | --- | ------- | ----------------------- | ------------ | ----------------- |
| 1.    | Nigéria                 | 6 | 6  | 0 | 0 | 11 | 1  | +10 | 18 | Továbbjutott a harmadik fordulóba |     | —       | 2–0                     | 4–1          | 2–0               |
| 2.    | Dél-afrikai Köztársaság | 6 | 2  | 1 | 3 | 5  | 5  | 0   | 7  |                                   |     | 0–1     | —                       | 0–0          | 4–1               |
| 3.    | Sierra Leone            | 6 | 2  | 1 | 3 | 4  | 8  | −4  | 7  |                                   | 0–1 | 1–0     | —                       | 2–1          |                   |
| 4.    | Egyenlítői-Guinea       | 6 | 1  | 0 | 5 | 4  | 10 | −6  | 3  |                                   | 0–1 | 0–1     | 2–0                     | —            |                   |

5. csoport
| Hely. | Csapat  | M | Gy | D | V | G+ | G– | Gk  | P  | Továbbjutás                       |     | Ghána | Gabon | Líbia | Lesotho |
| ----- | ------- | - | -- | - | - | -- | -- | --- | -- | --------------------------------- | --- | ----- | ----- | ----- | ------- |
| 1.    | Ghána   | 6 | 4  | 0 | 2 | 11 | 5  | +6  | 12 | Továbbjutott a harmadik fordulóba |     | —     | 2–0   | 3–0   | 3–0     |
| 2.    | Gabon   | 6 | 4  | 0 | 2 | 8  | 3  | +5  | 12 | Továbbjutott a harmadik fordulóba |     | 2–0   | —     | 1–0   | 2–0     |
| 3.    | Líbia   | 6 | 4  | 0 | 2 | 7  | 4  | +3  | 12 |                                   |     | 1–0   | 1–0   | —     | 4–0     |
| 4.    | Lesotho | 6 | 0  | 0 | 6 | 2  | 16 | −14 | 0  |                                   | 2–3 | 0–3   | 0–1   | —     |         |

6. csoport
| Hely. | Csapat   | M | Gy | D | V | G+ | G– | Gk | P  | Továbbjutás                       |     | Algéria | Gambia | Szenegál | Libéria |
| ----- | -------- | - | -- | - | - | -- | -- | -- | -- | --------------------------------- | --- | ------- | ------ | -------- | ------- |
| 1.    | Algéria  | 6 | 3  | 1 | 2 | 7  | 4  | +3 | 10 | Továbbjutott a harmadik fordulóba |     | —       | 1–0    | 3–2      | 3–0     |
| 2.    | Gambia   | 6 | 2  | 3 | 1 | 6  | 3  | +3 | 9  |                                   |     | 1–0     | —      | 0–0      | 3–0     |
| 3.    | Szenegál | 6 | 2  | 3 | 1 | 9  | 7  | +2 | 9  |                                   | 1–0 | 1–1     | —      | 3–1      |         |
| 4.    | Libéria  | 6 | 0  | 3 | 3 | 4  | 12 | −8 | 3  |                                   | 0–0 | 1–1     | 2–2    | —        |         |

7. csoport
| Hely. | Csapat           | M | Gy | D | V | G+ | G– | Gk | P  | Továbbjutás                       |     | Elefántcsontpart | Mozambik | Madagaszkár | Botswana |
| ----- | ---------------- | - | -- | - | - | -- | -- | -- | -- | --------------------------------- | --- | ---------------- | -------- | ----------- | -------- |
| 1.    | Elefántcsontpart | 6 | 3  | 3 | 0 | 10 | 2  | +8 | 12 | Továbbjutott a harmadik fordulóba |     | —                | 1–0      | 3–0         | 4–0      |
| 2.    | Mozambik         | 6 | 2  | 2 | 2 | 7  | 5  | +2 | 8  | Továbbjutott a harmadik fordulóba |     | 1–1              | —        | 3–0         | 1–2      |
| 3.    | Madagaszkár      | 6 | 1  | 3 | 2 | 2  | 7  | −5 | 6  |                                   |     | 0–0              | 1–1      | —           | 1–0      |
| 4.    | Botswana         | 6 | 1  | 2 | 3 | 3  | 8  | −5 | 5  |                                   | 1–1 | 0–1              | 0–0      | —           |          |

8. csoport
| Hely. | Csapat     | M | Gy | D | V | G+ | G– | Gk  | P | Továbbjutás                       |  | Marokkó | Ruanda | Mauritánia | Etiópia |
| ----- | ---------- | - | -- | - | - | -- | -- | --- | - | --------------------------------- |  | ------- | ------ | ---------- | ------- |
| 1.    | Marokkó    | 4 | 3  | 0 | 1 | 11 | 5  | +6  | 9 | Továbbjutott a harmadik fordulóba |  | —       | 2–0    | 4–1        | 3–0     |
| 2.    | Ruanda     | 4 | 3  | 0 | 1 | 7  | 3  | +4  | 9 | Továbbjutott a harmadik fordulóba |  | 3–1     | —      | 3–0        | törölve |
| 3.    | Mauritánia | 4 | 0  | 0 | 4 | 2  | 12 | −10 | 0 |                                   |  | 1–4     | 0–1    | —          | 0–1     |
| 4.    | Etiópia    | 0 | 0  | 0 | 0 | 0  | 0  | 0   | 0 | Kizárták                          |  | törölve | 1–2    | 6–1        | —       |

1. ↑  A FIFA 2008. július 29-én felfüggesztette Etiópia tagságát, majd 2008. szeptember 12-én kizárta a selejtezőből, eredményeit és lejátszandó mérkőzéseit törölte.[1]

9. csoport
| Hely. | Csapat             | M | Gy | D | V | G+ | G– | Gk  | P  | Továbbjutás                       |     | Burkina Faso | Tunézia | Burundi | Seychelle-szigetek |
| ----- | ------------------ | - | -- | - | - | -- | -- | --- | -- | --------------------------------- | --- | ------------ | ------- | ------- | ------------------ |
| 1.    | Burkina Faso       | 6 | 5  | 1 | 0 | 14 | 5  | +9  | 16 | Továbbjutott a harmadik fordulóba |     | —            | 0–0     | 2–0     | 4–1                |
| 2.    | Tunézia            | 6 | 4  | 1 | 1 | 11 | 3  | +8  | 13 | Továbbjutott a harmadik fordulóba |     | 1–2          | —       | 2–1     | 5–0                |
| 3.    | Burundi            | 6 | 2  | 0 | 4 | 5  | 9  | −4  | 6  |                                   |     | 1–3          | 0–1     | —       | 1–0                |
| 4.    | Seychelle-szigetek | 6 | 0  | 0 | 6 | 4  | 17 | −13 | 0  |                                   | 2–3 | 0–2          | 1–2     | —       |                    |

10. csoport
| Hely. | Csapat | M | Gy | D | V | G+ | G– | Gk | P  | Továbbjutás                       |     | Mali | Szudán | Kongói Köztársaság | Csád |
| ----- | ------ | - | -- | - | - | -- | -- | -- | -- | --------------------------------- | --- | ---- | ------ | ------------------ | ---- |
| 1.    | Mali   | 6 | 4  | 0 | 2 | 13 | 8  | +5 | 12 | Továbbjutott a harmadik fordulóba |     | —    | 3–0    | 4–2                | 2–1  |
| 2.    | Szudán | 6 | 3  | 0 | 3 | 9  | 9  | 0  | 9  | Továbbjutott a harmadik fordulóba |     | 3–2  | —      | 2–0                | 1–2  |
| 3.    | Kongó  | 6 | 3  | 0 | 3 | 7  | 8  | −1 | 9  |                                   |     | 1–0  | 1–0    | —                  | 2–0  |
| 4.    | Csád   | 6 | 2  | 0 | 4 | 7  | 11 | −4 | 6  |                                   | 1–2 | 1–3  | 2–1    | —                  |      |

11. csoport
| Hely. | Csapat     | M | Gy | D | V | G+ | G– | Gk | P | Továbbjutás                       |  | Zambia | Togo | Szváziföld |
| ----- | ---------- | - | -- | - | - | -- | -- | -- | - | --------------------------------- |  | ------ | ---- | ---------- |
| 1.    | Zambia     | 4 | 2  | 1 | 1 | 2  | 1  | +1 | 7 | Továbbjutott a harmadik fordulóba |  | —      | 1–0  | 1–0        |
| 2.    | Togo       | 4 | 2  | 0 | 2 | 8  | 3  | +5 | 6 | Továbbjutott a harmadik fordulóba |  | 1–0    | —    | 6–0        |
| 3.    | Szváziföld | 4 | 1  | 1 | 2 | 2  | 8  | −6 | 4 |                                   |  | 0–0    | 2–1  | —          |

12. csoport
| Hely. | Csapat    | M | Gy | D | V | G+ | G– | Gk  | P  | Továbbjutás                       |     | Egyiptom | Malawi | Kongói Demokratikus Köztársaság | Dzsibuti |
| ----- | --------- | - | -- | - | - | -- | -- | --- | -- | --------------------------------- | --- | -------- | ------ | ------------------------------- | -------- |
| 1.    | Egyiptom  | 6 | 5  | 0 | 1 | 13 | 2  | +11 | 15 | Továbbjutott a harmadik fordulóba |     | —        | 2–0    | 2–1                             | 4–0      |
| 2.    | Malawi    | 6 | 4  | 0 | 2 | 14 | 5  | +9  | 12 | Továbbjutott a harmadik fordulóba |     | 1–0      | —      | 2–1                             | 8–1      |
| 3.    | Kongói DK | 6 | 3  | 0 | 3 | 14 | 6  | +8  | 9  |                                   |     | 0–1      | 1–0    | —                               | 5–1      |
| 4.    | Dzsibuti  | 6 | 0  | 0 | 6 | 2  | 30 | −28 | 0  |                                   | 0–4 | 0–3      | 0–6    | —                               |          |

Csoportmásodikok
A 12 csoportgyőztes mellett a 8 legjobb csoportmásodik jutott a következő fordulóba. Az igazságos elszámolás érdekében – mivel a 11. csoport háromtagú volt – a csoportok negyedik helyezettjei ellen elért eredményeket nem vették figyelembe.
| Csapat                  | Cs | M | Gy | D | V | Rg | Kg | Gk | P |
| ----------------------- | -- | - | -- | - | - | -- | -- | -- | - |
| Ruanda                  | 8  | 4 | 3  | 0 | 1 | 7  | 3  | +4 | 9 |
| Kenya                   | 2  | 4 | 2  | 1 | 1 | 6  | 3  | +3 | 7 |
| Tunézia                 | 9  | 4 | 2  | 1 | 1 | 4  | 3  | +1 | 7 |
| Togo                    | 11 | 4 | 2  | 0 | 2 | 8  | 3  | +5 | 6 |
| Gabon                   | 5  | 4 | 2  | 0 | 2 | 3  | 3  | 0  | 6 |
| Szudán                  | 10 | 4 | 2  | 0 | 2 | 5  | 6  | -1 | 6 |
| Malawi                  | 12 | 4 | 2  | 0 | 2 | 3  | 4  | -1 | 6 |
| Mozambik                | 7  | 4 | 1  | 2 | 1 | 5  | 3  | +2 | 5 |
| Gambia                  | 6  | 4 | 1  | 2 | 1 | 2  | 2  | 0  | 5 |
| Angola                  | 3  | 4 | 1  | 1 | 2 | 6  | 6  | 0  | 4 |
| Zöld-foki Köztársaság   | 1  | 4 | 1  | 0 | 3 | 3  | 7  | -4 | 3 |
| Dél-afrikai Köztársaság | 4  | 4 | 0  | 1 | 3 | 0  | 4  | -4 | 1 |

Ranglista meghatározásának alapelvei
1. Pontszám
2. Gólkülönbség
3. Összes lőtt gól
4. Összes idegenben lőtt gól

## Harmadik forduló
A 2. fordulóból továbbjutó 20 válogatottat öt, egyenként 4 csapatos csoportba sorsolták. A csoportok győztesei jutottak ki a 2010-es világbajnokságra, míg a csoportok első három helyezettjei kijutottak a 2010-es afrikai nemzetek kupájára.
A csoport
| Hely. | Csapat  | M | Gy | D | V | G+ | G– | Gk | P  | Továbbjutás                                                                |  | Kamerun | Gabon | Togo | Marokkó |
| ----- | ------- | - | -- | - | - | -- | -- | -- | -- | -------------------------------------------------------------------------- |  | ------- | ----- | ---- | ------- |
| 1.    | Kamerun | 6 | 4  | 1 | 1 | 9  | 2  | +7 | 13 | Kijutott a 2010-es világbajnokságra és a 2010-es afrikai nemzetek kupájára |  | —       | 2–1   | 3–0  | 0–0     |
| 2.    | Gabon   | 6 | 3  | 0 | 3 | 9  | 7  | +2 | 9  | Kijutott a 2010-es afrikai nemzetek kupájára                               |  | 0–2     | —     | 3–0  | 3–1     |
| 3.    | Togo    | 6 | 2  | 2 | 2 | 3  | 7  | −4 | 8  | Kijutott a 2010-es afrikai nemzetek kupájára                               |  | 1–0     | 1–0   | —    | 1–1     |
| 4.    | Marokkó | 6 | 0  | 3 | 3 | 3  | 8  | −5 | 3  |                                                                            |  | 0–2     | 1–2   | 0–0  | —       |

B csoport
| Hely. | Csapat   | M | Gy | D | V | G+ | G– | Gk | P  | Továbbjutás                                                                |  | Nigéria | Tunézia | Mozambik | Kenya |
| ----- | -------- | - | -- | - | - | -- | -- | -- | -- | -------------------------------------------------------------------------- |  | ------- | ------- | -------- | ----- |
| 1.    | Nigéria  | 6 | 3  | 3 | 0 | 9  | 4  | +5 | 12 | Kijutott a 2010-es világbajnokságra és a 2010-es afrikai nemzetek kupájára |  | —       | 2–2     | 1–0      | 3–0   |
| 2.    | Tunézia  | 6 | 3  | 2 | 1 | 7  | 4  | +3 | 11 | Kijutott a 2010-es afrikai nemzetek kupájára                               |  | 0–0     | —       | 2–0      | 1–0   |
| 3.    | Mozambik | 6 | 2  | 1 | 3 | 3  | 5  | −2 | 7  | Kijutott a 2010-es afrikai nemzetek kupájára                               |  | 0–0     | 1–0     | —        | 1–0   |
| 4.    | Kenya    | 6 | 1  | 0 | 5 | 5  | 11 | −6 | 3  |                                                                            |  | 2–3     | 1–2     | 2–1      | —     |

C csoport
| Hely. | Csapat   | M | Gy | D | V | G+ | G– | Gk | P  | Továbbjutás                                                                |  | Algéria | Egyiptom | Zambia | Ruanda |
| ----- | -------- | - | -- | - | - | -- | -- | -- | -- | -------------------------------------------------------------------------- |  | ------- | -------- | ------ | ------ |
| 1.    | Algéria  | 6 | 4  | 1 | 1 | 9  | 4  | +5 | 13 | Kijutott a 2010-es világbajnokságra és a 2010-es afrikai nemzetek kupájára |  | —       | 3–1      | 1–0    | 3–1    |
| 2.    | Egyiptom | 6 | 4  | 1 | 1 | 9  | 4  | +5 | 13 | Kijutott a 2010-es afrikai nemzetek kupájára                               |  | 2–0     | —        | 1–1    | 3–0    |
| 3.    | Zambia   | 6 | 1  | 2 | 3 | 2  | 5  | −3 | 5  | Kijutott a 2010-es afrikai nemzetek kupájára                               |  | 0–2     | 0–1      | —      | 1–0    |
| 4.    | Ruanda   | 6 | 0  | 2 | 4 | 1  | 8  | −7 | 2  |                                                                            |  | 0–0     | 0–1      | 0–0    | —      |

1. 1 2  Algéria és Egyiptom között az azonos eredmény miatt egy rájátszás döntött, melyet Szudánban rendeztek 2009. november 18-án.[2][3]

D csoport
| Hely. | Csapat | M | Gy | D | V | G+ | G– | Gk | P  | Továbbjutás                                                                |  | Ghána | Benin | Mali | Szudán |
| ----- | ------ | - | -- | - | - | -- | -- | -- | -- | -------------------------------------------------------------------------- |  | ----- | ----- | ---- | ------ |
| 1.    | Ghána  | 6 | 4  | 1 | 1 | 9  | 3  | +6 | 13 | Kijutott a 2010-es világbajnokságra és a 2010-es afrikai nemzetek kupájára |  | —     | 1–0   | 2–2  | 2–0    |
| 2.    | Benin  | 6 | 3  | 1 | 2 | 6  | 6  | 0  | 10 | Kijutott a 2010-es afrikai nemzetek kupájára                               |  | 1–0   | —     | 1–1  | 1–0    |
| 3.    | Mali   | 6 | 2  | 3 | 1 | 8  | 7  | +1 | 9  | Kijutott a 2010-es afrikai nemzetek kupájára                               |  | 0–2   | 3–1   | —    | 1–0    |
| 4.    | Szudán | 6 | 0  | 1 | 5 | 2  | 9  | −7 | 1  |                                                                            |  | 0–2   | 1–2   | 1–1  | —      |

E csoport
| Hely. | Csapat           | M | Gy | D | V | G+ | G– | Gk  | P  | Továbbjutás                                                                |  | Elefántcsontpart | Burkina Faso | Malawi | Guinea |
| ----- | ---------------- | - | -- | - | - | -- | -- | --- | -- | -------------------------------------------------------------------------- |  | ---------------- | ------------ | ------ | ------ |
| 1.    | Elefántcsontpart | 6 | 5  | 1 | 0 | 19 | 4  | +15 | 16 | Kijutott a 2010-es világbajnokságra és a 2010-es afrikai nemzetek kupájára |  | —                | 5–0          | 5–0    | 3–0    |
| 2.    | Burkina Faso     | 6 | 4  | 0 | 2 | 10 | 11 | −1  | 12 | Kijutott a 2010-es afrikai nemzetek kupájára                               |  | 2–3              | —            | 1–0    | 4–2    |
| 3.    | Malawi           | 6 | 1  | 1 | 4 | 4  | 11 | −7  | 4  | Kijutott a 2010-es afrikai nemzetek kupájára                               |  | 1–1              | 0–1          | —      | 2–1    |
| 4.    | Guinea           | 6 | 1  | 0 | 5 | 7  | 14 | −7  | 3  |                                                                            |  | 1–2              | 1–2          | 2–1    | —      |

## Góllövőlista
| Gólszerző                 | Nemzet                  | Összes gól | Fordulónként | Fordulónként | Fordulónként |
| Gólszerző                 | Nemzet                  | Összes gól | 1.f.         | 2.f.         | 3.f.         |
| ------------------------- | ----------------------- | ---------- | ------------ | ------------ | ------------ |
| Moumouni Dagano           | Burkina Faso            | 7          | –            | 7            |              |
| Samuel Eto'o              | Kamerun                 | 6          | –            | 6            |              |
| Razak Omotoyossi          | Benin                   | 5          | –            | 5            |              |
| Ismael Bangoura           | Guinea                  | 5          | –            | 5            |              |
| Frédéric Kanouté          | Mali                    | 5          | –            | 5            |              |
| Shabani Nonda             | Kongói DK               | 4          | –            | 4            | X            |
| Junior Agogo              | Ghána                   | 4          | –            | 4            |              |
| Faneva Andriantsima       | Madagaszkár             | 4          | 4            | 0            | X            |
| Seydou Keita              | Mali                    | 4          | –            | 4            |              |
| Juszef Szafri             | Marokkó                 | 4          | –            | 4            |              |
| Emmanuel Adebayor         | Togo                    | 4          | –            | 4            |              |
| Flávio                    | Angola                  | 3          | –            | 3            | X            |
| Yssouf Koné               | Burkina Faso            | 3          | –            | 3            |              |
| Dady                      | Zöld-foki Köztársaság   | 3          | –            | 3            | X            |
| Lys Mouithys              | Kongó                   | 3          | –            | 3            | X            |
| Zola Matumona             | Kongói DK               | 3          | –            | 3            | X            |
| Dieumerci Mbokani         | Kongói DK               | 3          | –            | 3            | X            |
| Sekou Cissé               | Elefántcsontpart        | 3          | –            | 3            |              |
| Boubacar Sanogo           | Elefántcsontpart        | 3          | –            | 3            |              |
| Emád Metaeb               | Egyiptom                | 3          | –            | 3            |              |
| Dennis Oliech             | Kenya                   | 3          | –            | 3            |              |
| Esau Kanyenda             | Malawi                  | 3          | –            | 3            |              |
| Wilko Risser              | Namíbia                 | 3          | –            | 3            | X            |
| Ikechukwu Uche            | Nigéria                 | 3          | –            | 3            |              |
| Olivier Karekezi          | Ruanda                  | 3          | –            | 3            |              |
| Saïd Makasi               | Ruanda                  | 3          | –            | 3            |              |
| Jerson Tegete             | Tanzánia                | 3          | –            | 3            | X            |
| Adekamni Olufade          | Togo                    | 3          | –            | 3            |              |
| Antar Jahja               | Algéria                 | 2          | –            | 2            |              |
| Karim Ziáni               | Algéria                 | 2          | –            | 2            |              |
| Stephane Sessegnon        | Benin                   | 2          | –            | 2            |              |
| Diphetogo Selolwane       | Botswana                | 2          | –            | 2            | X            |
| Henri Mbazumutima         | Burundi                 | 2          | –            | 2            | X            |
| Claude Nahimana           | Burundi                 | 2          | –            | 2            | X            |
| Albert Ze Meyong          | Kamerun                 | 2          | –            | 2            |              |
| Leger Djime               | Csád                    | 2          | –            | 2            | X            |
| Syriakata Hassan          | Csád                    | 2          | –            | 2            | X            |
| Hilaire Kedigui           | Csád                    | 2          | –            | 2            | X            |
| Wilfried Endzanga         | Kongó                   | 2          | –            | 2            | X            |
| Mohamed Abútríka          | Egyiptom                | 2          | –            | 2            |              |
| Ahmed Abd el-Malik        | Egyiptom                | 2          | –            | 2            |              |
| Ahmed Haszán              | Egyiptom                | 2          | –            | 2            |              |
| Amru Zaki                 | Egyiptom                | 2          | –            | 2            |              |
| Fikru Tefera              | Etiópia                 | 2          | –            | 2            | X            |
| Andualem Nigussie         | Etiópia                 | 2          | –            | 2            | X            |
| Fabrice Do Marcolino      | Gabon                   | 2          | –            | 2            |              |
| Bruno Zita Mbanangoye     | Gabon                   | 2          | –            | 2            |              |
| Roguy Meye                | Gabon                   | 2          | –            | 2            |              |
| Njogu Demba-Nyrén         | Gambia                  | 2          | –            | 2            | X            |
| Mustapha Jarju            | Gambia                  | 2          | –            | 2            | X            |
| Laryea Kingston           | Ghána                   | 2          | –            | 2            |              |
| Sulley Muntari            | Ghána                   | 2          | –            | 2            |              |
| Prince Tagoe              | Ghána                   | 2          | –            | 2            |              |
| Pascal Feindouno          | Guinea                  | 2          | –            | 2            |              |
| Olivier Makor             | Libéria                 | 2          | –            | 2            | X            |
| Dioh Williams             | Libéria                 | 2          | –            | 2            | X            |
| Ahmed Oszmán              | Líbia                   | 2          | –            | 2            |              |
| Lalaina Nomenjanahary     | Madagaszkár             | 2          | 2            | 0            | X            |
| Rija Rakotomandimby       | Madagaszkár             | 2          | 2            | 0            | X            |
| Chiukepo Msowoya          | Malawi                  | 2          | –            | 2            |              |
| Moses Chavula             | Malawi                  | 2          | –            | 2            |              |
| Russel Mwafulirwa         | Malawi                  | 2          | –            | 2            |              |
| Ahmed Teguedi             | Mauritánia              | 2          | –            | 2            | X            |
| Wesley Marquette          | Mauritius               | 2          | –            | 2            | X            |
| Abd esz-Szalam Bendzselun | Marokkó                 | 2          | –            | 2            |              |
| Juszef Hadzsi             | Marokkó                 | 2          | –            | 2            |              |
| Huszin Hardzsa            | Marokkó                 | 2          | –            | 2            |              |
| Miro                      | Mozambik                | 2          | –            | 2            |              |
| Rudolph Bester            | Namíbia                 | 2          | –            | 2            | X            |
| Alhassane Issoufou        | Niger                   | 2          | –            | 2            | X            |
| Joseph Yobo               | Nigéria                 | 2          | –            | 2            |              |
| Labama Bokota             | Ruanda                  | 2          | –            | 2            |              |
| El Hadji Diouf            | Szenegál                | 2          | –            | 2            | X            |
| Philip Zialor             | Seychelle-szigetek      | 2          | –            | 2            | X            |
| Kewullay Conteh           | Sierra Leone            | 2          | 1            | 1            | X            |
| Kagiso Dikgacoi           | Dél-afrikai Köztársaság | 2          | –            | 2            | X            |
| Fajszal Agab              | Szudán                  | 2          | –            | 2            |              |
| Mohamed Uszmán et-Táhir   | Szudán                  | 2          | –            | 2            |              |
| Hajszam Kamal Tambal      | Szudán                  | 2          | –            | 2            |              |
| Danny Mrwanda             | Tanzánia                | 2          | –            | 2            | X            |
| Hichem Eszifi             | Tunézia                 | 2          | –            | 2            |              |
| Iszám Zsomá               | Tunézia                 | 2          | –            | 2            |              |
| Súki Ben Száda            | Tunézia                 | 2          | –            | 2            |              |
| Geofrey Massa             | Uganda                  | 2          | –            | 2            | X            |
| Eugene Ssepuuya           | Uganda                  | 2          | –            | 2            | X            |
| Gilbert Mushangazhike     | Zimbabwe                | 2          | –            | 2            | X            |